# Myrfuktspindel
Myrfuktspindel (Robertus ungulatus) är en spindelart som beskrevs av Vogelsanger 1944. Myrfuktspindel ingår i släktet fuktspindlar, och familjen klotspindlar. Enligt den finländska rödlistan är arten nära hotad i Finland. Arten är reproducerande i Sverige. Artens livsmiljö är myrar. Inga underarter finns listade i Catalogue of Life.